# Les Fantômes
Pour le film de  Jonathan Millet, voir Les Fantômes (film).
 (janvier 2021).
Si vous disposez d'ouvrages ou d'articles de référence ou si vous connaissez des sites web de qualité traitant du thème abordé ici, merci de compléter l'article en donnant les références utiles à sa vérifiabilité et en les liant à la section « Notes et références ».
Les Fantômes est un groupe instrumental français de rock 'n' roll, populaire dans les années 1960.
Ils enregistrent sous le label Vogue.

## Biographie
Pendant l'été 1961, 4 adolescents : Thomas Davidson « Dean » Noton, Charles « Charlot » Benarroch, Dany Maranne et Jacques « Jackie » Pasut, font connaissance au café-dancing Europa à Juan-les-Pins. Les trois guitaristes décident de former un groupe de rock et de se produire un peu plus tard en tant que groupe musical, en étant remarqués par des agents des maisons de disques Fontana, Barclay et Vogue se trouvant dans la salle.
C'est Dany Maranne qui trouve le nom du groupe, en prenant les devants et fonde "Les Fantômes et leurs Big Sound Guitares" à l'automne 1961, s'inspirant, tant musicalement que scéniquement, du groupe anglais The Shadows très populaire en France et en Europe avec Apache leur premier hit.
Le groupe est formé à l'origine de : 
- Dean Noton, (guitare solo) Ecossais, né le 24 octobre 1942,
- Dany Maranne, (guitare basse) né le 29 décembre 1943,
- Jacques Pasut, (guitare rythmique) né le 2 février 1944,
- Charles Benarroch, (batterie) né le 28 août 1944, dit « Charlot »,

qui est l'ancien batteur d'El Toro et les Cyclones. Charles Benarroch n'apparait cependant pas sur les photos des pochettes de leurs deux premiers super 45 tours, sur lesquels ne sont présents que les trois guitaristes.
Après une rencontre à Juan-les-Pins à la demande d'Eddie Barclay intéressé par le groupe, qui reste infructueuse, ils sont engagés et signent leur premier contrat avec la maison de disques Vogue.
Ils se produisent pour la toute première fois à l'Olympia de Paris au printemps 1962, avec déjà avoir enregistrés deux EP 45 tours, dans un spectacle nommé « Concentration Rock », avec Brenda Lee, Les Champions et Little Tony.
Le 28 novembre 1962, ils sont en première partie d'Adriano Celentano lors d'un Musicorama, avec le duo "Les Copains" composé d'Alain Gaunay et Claude Pitkowski - qu'ils accompagnent également sur trois super 45 tours, et aussi José Salcy.
Au printemps 1963 Jacques Pasut, part à l'armée et, est remplacé à la guitare rythmique par Jean-Claude Chane (Jean-Claude Champon), ex-chanteur des Champions, puis à l'automne, par Roger David et à la fin de l'année, par Bernard Ferraro (ex-Cyclones instrumental). Début 1964, sur scène et dans leur dernier super 45 tours, l'ancien membre du groupe Les Chaussettes noires, Michel Gaucher, les accompagne au saxophone.
Les Fantômes enregistrent entre 1962 et 1964, huit Super 45 tours. Un 33 tours 25 cm en 1962 et, en 1963 un 33 tours 30 cm compilant quelques titres présents sur les EP 45 t, ainsi qu'un EP 45 tours de compilation parut en 1965, complètent leur discographie.
Le groupe accompagne également pour des enregistrements sur disques et en tournées :  Eddy Mitchell séparé des Chaussettes Noires, jusqu'en septembre 1964, Petula Clark, Danyel Gérard, Gene Vincent, lors de sa venue en France et enregistrent trois supers 45 tours avec le duo "Les Copains".
Le [son] caractéristique du groupe est produit par des amplificateurs et guitares Fender, importés en Europe et déjà très en vogue en France, dont ils se sont équipés après quelques mois de carrière.

### Jacques Dutronc et Les Fantômes
Dans le répertoire des Fantômes trois morceaux, enregistrés en 1962, sont composés par Jacques Dutronc, qui fait alors partie de leur entourage et est le guitariste solo d'El Toro et les Cyclones, dont l'ancien batteur n'est autre que Charles Bennaroch : Fort Chabrol, chanté la même année par Françoise Hardy, devient Le Temps de l'amour, repris dans les années 1980 par Jacques Dutronc lui-même, aussi que Original twist guitar et Méfie-toi,.

### Après-séparation
Source pour l'ensemble de la section
- Jean-Claude Chane s'essaie à une carrière solo sous le nom de "Claude Channes", puis devient restaurateur avant de reprendre l'entreprise familiale de fleurs.
- Charles Benarroch sera plusieurs années durant batteur-percussionniste pour des artistes aussi divers que Claude François, Françoise Hardy, Julien Clerc, Jacques Higelin, Alain Souchon, Laurent Voulzy, Pierre Bachelet, Dick Rivers, Gipsy Kings.
- '(Jacques Pasut' joue parfois avec Jean-Claude Chane, mais se consacre principalement à sa carrière de cadre supérieur chez "Elf-Total".
- Dean Noton est guitariste d'Eddy Mitchell en tournée jusqu'en 1971. Il crée alors une agence immobilière tout en s'occupant de disques notamment pour Serge Reggiani. Il est également arrangeur musical pour des musiques de film pour Georges Delerue et Michel Legrand. Par la suite, il devient directeur artistique chez Intersong, Polydor, EMI [...], avant de devenir producteur indépendant. Thomas Davidson Noton décède le 7 novembre 2020.
- Dany Maranne succède un temps à Jacques Dutronc, devenu chanteur, en tant que directeur artistique chez Vogue. Il abandonne ensuite l'univers de la musique et devient garagiste auto, puis couvreur en bâtiment. Connu pour son penchant pour la bagarre et ses mauvaises fréquentations d'avant, il est victime d'un règlement de comptes alors qu'il s'apprêtait à enfourcher sa moto, devant le box de son domicile, le 16 juin 1988 à Alfortville. Il est abattu par un individu armé descendu d'une camionnette.

### 2006, retour des Fantômes, le temps d'un concert
À  l'initiative de Dean Noton, les Fantômes se reforment le 16 décembre 2006 à Alfortville pour un unique concert en hommage à Dany Maranne assassiné.

## Discographie
Supers 45 tours
1962
- EP Vogue 7918 : Le Diable en personne / Golden Earring / Fort Chabrol / Original Twist Guitar[2]
- EP Vogue 7945 : Shazam / Cafard / Train fantôme / Méfie-toi[5]
- EP Vogue 7965 : Twist 33 / Walk don't run / Marche twist / Je ne veux pas t'aimer[6]
- EP Vogue 8013 : Watch your step / No man's land / The Mexican / Mustang[7]

1963
- EP Vogue 8055 : Archimède / Le Grand départ / Réflexion / Lover's guitar Je t'aime tant[8]
- EP Vogue 8075 : Loop de loop / Marche des aigles / Partisans / Bastic[9]
- EP Vogue 8105 : Hully Bach / Moulin rouge / Que ton cœur me soit fidèle / Tolhrac[10]

1964
- EP Vogue 8205 : Les Yeux noirs / Caravane / Elle est bien bonne / Stone city[11]

1965
- EP Vogue 8362 Les disques d'or de la danse :  Loop De Loop / Marche Des Aigles / Shazam / Partisans[12]

33 tours 25 cm
1962
- 33 tours Vogue 580 Tête à tête avec Les Fantômes : La Shlap / Je ne veux pas t'aimer / Walk Don't Run / Cafard / Marche Twist / Train fantôme / Shazam / Méfie-toi / Golden Earrings / Fort Chabrol[13]

33 tours
1963
- LP Vogue 61130 : Loop de loop / Réflexion / Black bird (avant, avant toi) / Marche des aigles / Moulin rouge / Que ton cœur me soit fidèle / Hully Bach / Partisans / Summertime / Tolhrac / Archimède / Bastic[14]

Participations
1962
- Les Copains, accompagnés par Les Fantômes :

Vogue 7907 : Ouvre moi la porte / Oui je t'aime / Tu peins ton visage / Michelle
Vogue 7927 : Infidèle / Chérie je t'ai donné mon cœur / Mon coeur, mon coeur / La chanson de mon coeur
Vogue 7963 : Lucille / Que vais-je faire ? / Reviens vite mon amour / J'ai besoin d'amour